# Acmaeodera alpina
Acmaeodera alpina är en skalbaggsart som beskrevs av Barr 1972. Acmaeodera alpina ingår i släktet Acmaeodera och familjen praktbaggar. Inga underarter finns listade i Catalogue of Life.